# Olga Mielnik
Olga Iwanowna Mielnik (ros. Ольга Ивановна Мельник, ur. 12 maja 1974 w Sowietskim) – rosyjska biathlonistka, srebrna medalistka igrzysk olimpijskich, dwukrotna medalistka mistrzostw świata i Europy.

## Kariera
Pierwsze sukcesy w karierze osiągnęła w 1993 roku, kiedy podczas mistrzostw świata juniorów w Ruhpolding zdobyła złoty medal w sprincie i brązowy w sztafecie. Na rozgrywanych rok później mistrzostwach świata juniorów w Osrblie ponownie była najlepsza w sprincie.
W Pucharze Świata zadebiutowała 19 stycznia 1995 roku w Oberhofie, zajmując szóste miejsce w biegu indywidualnym. Tym samym już w debiucie zdobyła pierwsze punkty. Pierwszy raz na podium zawodów pucharowych stanęła 9 grudnia 1995 roku w Östersund, kończąc rywalizację w sprincie na drugiej pozycji. W zawodach tych rozdzieliła Swietłanę Paramyginę z Białorusi i Mari Lampinen z Finlandii. W kolejnych startach jeszcze cztery razy stawała na podium, odnosząc przy tym jedno zwycięstwo: 7 grudnia 1996 roku w Östersund wygrała sprint. Najlepsze wyniki osiągnęła w sezonie 1995/1996, kiedy była dziesiąta w klasyfikacji generalnej.
Na mistrzostwach świata w Ruhpolding w 1996 roku zdobyła srebrny medal w biegu indywidualnym, rozdzielając Francuzkę Emmanuelle Claret i Ołenę Petrową z Ukrainy. W tym samym roku zdobyła też srebrny medal w biegu indywidualnym i złoty w sztafecie podczas mistrzostw Europy w Ridnaun. Na rozgrywanych rok później mistrzostwach świata w Osrblie wspólnie z Olgą Romaśko, Anną Wołkową i Nadieżdą Tałanową zdobyła srebrny medal w biegu drużynowym. Parę dni później razem z Romaśko, Tałanową i Galiną Kuklewą była trzecia w sztafecie.
Brała też udział w igrzyskach olimpijskich w Nagano w 1998 roku, gdzie reprezentacja Rosji w składzie: Olga Mielnik, Albina Achatowa, Olga Romaśko i Galina Kuklewa zdobyła srebrny medal. Zajęła tam również trzynaste miejsce w biegu indywidualnym.
W tym samym roku została odznaczona Medalem Orderu „Za zasługi dla Ojczyzny”.

## Osiągnięcia

### Igrzyska olimpijskie
| Rok  | Miejscowość | Konkurencje | Konkurencje | Konkurencje | Konkurencje | Konkurencje | Konkurencje | Konkurencje |
| Rok  | Miejscowość | IN          | SP          | PU          | MS          | RL          | MR          | SR          |
| ---- | ----------- | ----------- | ----------- | ----------- | ----------- | ----------- | ----------- | ----------- |
| 1998 | Nagano      | 13.         | –           | nd.         | nd.         | 2.          | nd.         | –           |

### Mistrzostwa świata
| Rok  | Miejscowość | Konkurencje | Konkurencje | Konkurencje | Konkurencje | Konkurencje | Konkurencje | Konkurencje |
| Rok  | Miejscowość | IN          | SP          | PU          | MS          | RL          | MR          | SR          |
| ---- | ----------- | ----------- | ----------- | ----------- | ----------- | ----------- | ----------- | ----------- |
| 1995 | Anterselva  | 61.         | –           | nd.         | nd.         | –           | nd.         | –           |
| 1996 | Ruhpolding  | 2.          | 12.         | nd.         | nd.         | 5.          | nd.         | –           |
| 1997 | Osrblie     | 22.         | 6.          | 5.          | nd.         | 3.          | nd.         | –           |

### Puchar Świata

#### Miejsca w klasyfikacji generalnej
| Sezon     | Miejsce |
| --------- | ------- |
| 1994/1995 | 37.     |
| 1995/1996 | 10.     |
| 1996/1997 | 12.     |
| 1997/1998 | 24.     |
| 1998/1999 | -       |

#### Miejsca na podium chronologicznie
| Lp. | Dzień        | Rok  | Miejscowość | Konkurencja                | Lokata | Pudła   | Czas biegu | Strata  | Zwycięzca            |
| --- | ------------ | ---- | ----------- | -------------------------- | ------ | ------- | ---------- | ------- | -------------------- |
| 1.  | 9 grudnia    | 1995 | Östersund   | Sprint na 7,5 km           | 2.     | 0+0     | 23:46,4    | +44,5   | Swietłana Paramygina |
| 2.  | 3 lutego     | 1996 | Ruhpolding  | Bieg indywidualny na 15 km | 2.     | 0+1+0+0 | 46:43,1    | +1:12,2 | Emmanuelle Claret    |
| 3.  | 30 listopada | 1996 | Lillehammer | Sprint na 7,5 km           | 3.     | 1+0     | 24:31,0    | +6,6    | Petra Behle          |
| 4.  | 7 grudnia    | 1996 | Östersund   | Sprint na 7,5 km           | 1.     | 0+0     | 23:13,3    | –       | –                    |
| 5.  | 6 grudnia    | 1997 | Lillehammer | Sprint na 7,5 km           | 2.     | 0+0     | 24:28,5    | +29,5   | Galina Kuklewa       |